# Arnaud Floc'h
Pour les articles homonymes, voir Floc'h.
Arnaud Floc'h, né en 1961, est un scénariste et illustrateur français de bande dessinée.

## Biographie
Il est le fondateur du festival de bandes dessinées Montargis coince sa bulle créé en mai 2010. En avril 2011, il reçoit le Veau d'Or, le grand prix Coup de cœur du festival Des Planches et des Vaches pour l'album la vallée des papillons (éditions Des ronds dans l'O) et devient ainsi le Président 2012 du festival.

## Publications
- Le Camion des yeux, BFB, 2004
- Le carrefour [3], [4] (avec le dessinateur Grégory Charlet), Bamboo, 2016
- Chat s'en va (avec Thomas Priou), Carabas, 2008
- Chat revient (avec Thomas Priou), Carabas, 2009
- La compagnie des cochons[5], Delcourt, 2009
- Derniers jours de la courte vie d'Emmett Till, éditions Sarbacane, 2015  (ISBN 978-2848657714)
- Disparition du moindre pli (La), Triskel, 2001
- Epines du Christ (Les), Carabas, 2008
- Et la nuit tombit..., Triskel, 2000[6]
- Kouamé et les mille mains invisibles (coffret album BD-CD, avec Marlène Jobert), éditions Atlas, 2003  (ISBN 978-2723443234)
- Mi Brijnoï na Krassov, Triskel, 1998[7],[8].
- Mojo hand[9], avec Christophe Bouchard, Sarbacane, 2019
- Monument Amour, scénario de Didier Quella-Guyot, couleurs de Sébastien Bouët, Bamboo Édition, coll. « Grand Angle »

1. Chiens de guerre[10], 2017  (ISBN 978-2-8189-4155-3)
2. Femmes de pierre[11], 2018  (ISBN 978-2-8189-4685-5)

- Les Otages, Futuropolis, 2012
- Poèmes érotiques (collectif), Petit à Petit, 2009
- Le poisson-chat[12] (avec Thierry Murat), Delcourt, coll. Mirages, 2008
- Soul-Bocks - 100 % Noir !, éditions de l'Écluse, 2019
- Sous l'arbre à palabres (avec Yves Pinguilly), Vilo, 2006
- Les Trois petits cochons, Soleil Productions, 2002  (ISBN 978-2845654389)
- La vallée des papillons[13], Des ronds dans l'O, 2011, Veau d'Or 2011 du festival Des Planches et des Vaches[1]
- Xavier, un film entre nous, Carabas, 2007
- Zalissa et Yamba (avec Yves Pinguilly), TF1 Publishing, 2009